# Xã Lyman, Quận Ford, Illinois
Xã Lyman (tiếng Anh: Lyman Township) là một xã thuộc quận Ford, tiểu bang Illinois, Hoa Kỳ. Năm 2010, dân số của xã này là 518 người.